# Kirk Franklin
Kirk Dewayne Franklin, född 26 januari 1970 i Fort Worth, Texas, är en amerikansk gospelmusiker och sångare.
Franklin var uppväxt i kyrkan och tog tidigt till sig körmusiken han upplevde där. Han började spela piano när han var fyra år och han ledde sin första kör när han var elva.
I tonåren gjorde han revolt och bröt upp från kyrkan. Han levde ett stormigt liv och umgicks i kriminella gäng. Efter att en vän blivit skjuten återvände han till Gud och kyrkan.
Under tidigt 1990-tal startade han upp en gospelkör som han kallade "The Family".
Franklin har även samarbetat med andra körer genom åren som till exempel God's Property.
Kirk Fanklin har besökt Sverige fyra gånger. Den 10 september 2008 spelade han på Conventum Arena i Örebro, den 8 november 2009 i Globen i Stockholm, i Filadelfiakyrkan, Stockholm den 4 november 2012 och den 21 september på Fryshuset Arena i Stockholm.

## Diskografi
Album
- 1993 – Kirk Franklin & the Family
- 1995 – Kirk Franklin & the Family Christmas
- 1996 – Whatcha Lookin' 4
- 1997 – God's Property from Kirk Franklin's Nu Nation
- 1998 – The Nu Nation Project
- 2002 – The Rebirth of Kirk Franklin
- 2005 – Hero
- 2006 – Songs For the Storm, Volume I
- 2007 – The Fight of My Life
- 2011 – Hello Fear